# Диод
Диод е електронен елемент с два електрода, който има различна проводимост в зависимост от посоката на електрическия ток, т.е. позволява протичане на ток само в едната посока. Диодът може да се разглежда като вентил за електрически ток, като действието му се дължи на физическите процеси, протичащи при прилагането на напрежение върху него. Някои разновидности на полупроводниковите диоди служат и за други цели.
Двата електрода (двата извода) на диода се наричат анод и катод. За да пропуска диодът ток, трябва анодът да се свърже с положителния полюс на напрежение на източник на ток, а катодът – с отрицателния полюс.
Ранните диоди включват „детекторни кристали“ и електровакуумни лампи (лампови диоди, термоемисионни диоди). Днес диодите обикновено са направени от свръхчисти полупроводникови материали, като силиций и германий, в които е създаден P-N преход.

## История
Ламповите и полупроводниковите диоди се развиват успоредно. Принципът на действие на термоемисионните диоди е открит от Фредерик Гътри през 1873 г. Той установява, че положително зареден електроскоп може да бъде изпразнен чрез приближаването до него на заземено парче горещ метал. Явлението не се наблюдава при отрицателно зареден електроскоп, което показва, че токът може да протича само в едната посока.
Същият принцип е преоткрит от Томас Едисън на 13 февруари 1880 г. По това време той изследва лампите с нажежаема жичка и установява, че въглеродните жички винаги изгарят в края, свързан към положителния полюс. Той открива, че в специално конструирана за целта лампа между жичката и отдалечена от нея метална пластина протича ток, но само когато жичката е свързана към положителния полюс на източника. Едисън разработва схема, при която модифицираната лампа замества резистора в постояннотоков волтметър, за което получава патент през 1883 г. Тъй като по това време това устройство няма очевидно практическо приложение, искането за патент е само предпазна мярка за случай, в който някой друг би открил такова приложение.
Двадесет години по-късно Джон Амброуз Флеминг, бивш сътрудник на Едисън, а по това време научен съветник в компанията на Гулиелмо Маркони, разбира, че ефектът на Едисън може да бъде използван като прецизен радиодетектор. Той патентова първия същински термоемисионен диод във Великобритания на 16 ноември 1904 г. и в Съединените щати година по-късно.
Принципът на действие на кристалните диоди е открит през 1874 г. от немския учен Карл Фердинанд Браун. Браун патентова кристалния изправител през 1899 г. Първият радиоприемник, използващ кристален детектор, е сглобен около 1900 г. от Грийнлийф Уитиър Пикард. Пикард получил патент за силициев кристален детектор на 20 ноември 1906 г. (Щатски патент 836 531)
По времето на изобретяването си тези устройства са наричани просто „изправители“. Терминът „диод“ (diode) е въведен през 1919 г. от Уилям Хенри Екълс. Той идва от старогръцкото δίοδος (díodos), което означава „преход“, „път“; думата е образувана от предлога διά (diá) – „през“ и съществителното ὁδός (hodós) – „път“.

## Механичен модел на диода
За илюстрация на принципа на действие на изправителния диод може да се използва механичен модел, представляващ регулиране на потока на флуид през спирателен клапан. На картинката е показан сферичен спирателен (възвратен) клапан или вентил. При него спиращият потока на флуида елемент е сачма, притискана от пружина, която подпомага затварянето на клапана. Когато флуидът оказва налягане в посока на затваряне (на дясната фигура – от горе надолу, а при диода – когато анодът има отрицателен потенциал спрямо катода), потокът (при диода – токът) се блокира. В посока на пропускане (на лявата фигура – от долу нагоре, а при диода – когато анодът има положителен потенциал спрямо катода) флуидът отначало оказва някакво малко налягане върху сачмата, недостатъчно за отварянето ѝ. Когато това налягане стане достатъчно голямо, за да може да преодолее силата на пружината (в случая с диода това е т. нар. прагово напрежение на диода), сачмата освобождава отвора и потокът на флуида протича свободно (при диода – той се „отпушва“ и протича ток). При обикновения силициев диод праговото напрежение е от порядъка на 0,6 до 0,7 V, при германиевия е 0,3 V и при Шотки диода е 0,2 V.

## Видове диоди

### Лампови диоди
Ламповите (или термоемисионни) диоди са електровакуумни устройства, които се състоят от електроди, монтирани в стъклен съд, от който е изтеглен въздухът. На външен вид наподобяват газоразрядни лампи.
По време на работа, през нагревателя на катода протича ток, катодът се нагрява до 800 – 1000 °С и започва да отделя електрони. Когато на анода се подаде положителен потенциал, то той привлича електроните и през външната верига на уреда протича ток. Когато му се подаде отрицателен потенциал, то той отблъсква електроните и ток през уреда не протича. Катодът се покрива обикновено с оксиди на алкалоземни метали като барий и стронций, които много по-лесно емитират електрони от повърхността на катода.
Електровакуумните диоди днес се използват главно във военната техника, заради по-високата си издръжливост и устойчивостта си на въздействието на радиация.

#### Живачни изправителни лампи
Живачните изправители са използвани до 1970-те години за получаването на постоянен ток при високо променливо напрежение, специално за осигуряване с енергия на трамваите и градските железници, както и за осигуряване на напрежение на крайните лампови стъпала на големи мощни предаватели. В зависимост от конструкцията си се означават като игнитрони или тиратрони.
Живачният изправител игнитрон (от на латински: ignis – огън и електрон) представлява едноаноден йонен прибор с живачен катод и управляема волтова дъга. Използва се като електрически вентил в мощни изправителни устройства, със средна сила на тока от няколкостотин ампера и напрежение до 5 kV.
Обикновено игнитронът представлява голям стоманен контейнер с резервоар, пълен с живак на дъното, който служи за катод по време на работа. Голям графитен или изработен от високотемпературен метал цилиндър, стоящ над резервоара, служи за анод. На запалващ електрод, изработен от високотемпературен полупроводников материал, като силициев карбид за кратко се подава импулс с голям ток, за да се създаде облак от живачна плазма. Плазмата веднага дава накъсо пространството между живачния резервоар и анода, създавайки проводимост между основните електроди. От повърхността на живака, нагрят от получената дъга, се освобождават голямо количество електрони, които подпомагат поддържането на дъгата. Повърхността на живака служи за катод и електрическият ток протича нормално само в една посока. Веднъж възбуден, игнитронът ще продължи да пропуска ток до момента, в който или токът се прекъсне отвън, или се обърне посоката на напрежението, приложено към катода и анода.
За игнитрона е характерно незначително падане на напрежението и висок КПД (98 – 99%).

### Полупроводникови диоди

#### Диоди с полупроводников р-n преход
Модерните полупроводникови диоди са направени предимно от силиций, към който са добавени примеси за създаване на полупроводников P-N преход. Като полупроводник се използва също германий, селен и галиев арсенид. За получаването на този преход се правят добавки от примеси, създаващи съответно електронна и дупчеста проводимост. Връзката между тези две области е наречена p-n преход. В един p-n диод, електрическият ток може да тече от p-частта (анода) към n-частта (катода), но не и в обратната посока.

#### Шотки диод
Друг вид полупроводников диод е Шотки диод, който се образува от преход метал-полупроводник (обикновено алуминий и силиций). При него полупроводникът се състои от два слоя: слой силно легиран силиций и тънък епитаксиален слой силиций. При него се намалява значително капацитета и по този начин увеличава значително скоростта на превключване. Наречен е на немския физик Валтер Шотки. Тези диоди намират широко приложение в бързодействащите интегрални схеми.

#### Шокли диод (динистор)
Шокли диодът (наречен на Уилям Шокли) или динисторът е първото полупроводниково устройство. Той има 4-слойна структура от два P и два N кристала (подредени последователно P1 N1 P2 N2) или представлява pnpn диод. Тези 4 кристала формират три P-N прехода. Анодът на динистора е оформен на кристала P1, а катодът е на N2.
Диодите могат да бъдат класифицирани и според техническите им характеристики: в зависимост от конструкцията, от използвания материал, работната честота и според разсейваната мощност.

### Волт-амперна характеристика на p-n прехода
Волт-амперната характеристика на диода показва начина, по който диодът с p-n преход се държи в електрически схеми. Формата на кривата се определя от придвижването на носителите на електрически заряди между двете зони с различна проводимост: дупчеста и електронна. Когато се създава преходът, веднага започва взаимно проникване на дупки и електрони от едната зона в другата, дължащо се на дифузията. Дупките, проникнали в N-зоната, рекомбинират с намиращите се там свободни електрони, а електроните, проникнали в Р-зоната, рекомбинират с намиращите се там дупки. В резултат на това граничните области на прехода не са вече неутрални и представляват неподвижни обменни заряди с притивоположни знаци. Тези заряди създават вътрешно електрическо поле с интензитет Е0, което, както всяко електрическо поле, има посока от положителните товари към отрицателните. Това поле спира по-нататъшното проникване на дупки от Р в N областта и на електрони от N в Р областта.
Поради рекомбинацията на проникналите през прехода електрони и дупки граничните области в двата кристала обедняват на подвижни токоносители и тяхната електрическа проводимост се влошава, като се приближава до тази на чистия силиций. Поради тази причина обеднената зона се нарича още спиращ слой.
При прилагане на външно напрежение върху това спиращо поле (+ на N-областта, − на Р-областта), електрическото поле на спиращата зона се усилва и се разширява зоната с обемните заряди. Електроните и дупките се изтеглят от спиращия слой. При това протича много малък ток. При прилагане на външно напрежение (+ на Р-областта, − на N-областта) се намалява потенциалът на спиращия слой и при едно определено напрежение напълно се неутрализира. От външното поле се създава едно ново електрическо поле, което позволява транспорт на електрически заряди през целия диод. При достатъчно голямо напрежение протича значителен електрически ток.
Волтамперната характеристика на диода може да бъде разделена на четири зони на работа. Най-важното свойство на PN прехода е неговата еднопосочна проводимост. Това означава, че в едната посока съпротивлението му е малко, а в другата посока е голямо.
- За обратно напрежение, което е по-малко от пробивното напрежение, токът който преминава през диода е много малък. За един нормален диод той е от порядъка на микроампери. Той е зависим от температурата и при достатъчно висока температура, може да се измери ток в обратна посока от порядъка на милиампери и по-висок.
- При много голямо обратно напрежение, което е над пробивното напрежение, се увеличава рязко количеството на електроните и дупките и те се отдалечават от PN прехода. Това обикновено води до необратима повреда на прехода. От физическа гледна точка пробивът се характеризира с рязко нарастване на неосновните токоносители в прехода. То може да се дължи както на увеличаване на напрегнатостта на електрическото поле (електрически пробив), така и на повишаване на температурата (топлинен пробив). Обикновено пробивът е нежелано явление. Има случаи, когато пробивът не поврежда прехода. Това са случаите на ценерови диоди, лавинни диоди и други.
- При малки стойности на напрежението в права посока, когато положителният полюс е свързан с P областта а отрицателният полюс с N областта, външното електрическо поле е противоположно на вътрешното електрическо поле и в прехода действа тяхната разлика. При това така нареченият спиращ слой намалява. В тази зона кривата на тока расте експоненциално спрямо нарастването на напрежението.
- При увеличаването на напрежението и увеличаването на тока в права посока волтамперната характеристика на диода се определя от омическото съпротивление на полупроводника. При това кривата не е експоненциална, а близка до линейната с наклон, определян от обемното съпротивление на полупроводника. При малките силициеви диоди, работещи при номиналния си ток, има падане на напрежението от порядъка на 0,6 до 0,7 волта върху диода. При различните типове диоди този пад е различен.

### Уравнение за идеален диод
Уравнението на Шокли за идеален диод (наречено е в чест на един от изобретателите на транзистора Шокли) характеризира диод, притежаващ идеална волт-амперна характеристика за прав и обратен ток.
Уравнението на Шокли за идеален диод е:
{\displaystyle I=I_{\mathrm {S} }\left(e^{V_{\mathrm {D} }/(nV_{\mathrm {T} })}-1\right),}
където:
I е токът, преминаващ през диода;
IS – токът на насищане на диода;
VD – напрежението на диода;
VT – термичното напрежение на диода;
n – коефициент на идеализация, известен също и като коефициент на емисията.
Коефициентът на идеализацията n обикновено е в границите от 1 до 2 (макар и в някои случаи може да бъде и по-голям) в зависимост от процеса на производство на полупроводниковия материал. В много случаи се предполага, че n примерно е равен на 1 (по такъв начин коефициентът n отпада във формулата). Факторът за идеалност не е част от уравнението на диода на Шокли и е добавен за отчитане на реалните преходни процеси. Затова в предположението n = 1 уравнението се свежда до уравнението на Шокли за идеален диод.
Термичното напрежение VT представлява приблизително 25,85 mV при 300 K (температура, близка до „стайната температура“). За конкретната температура то може да се намери по формулата:
{\displaystyle V_{\mathrm {T} }={\frac {kT}{q}}\,}
където:
- k е константа на Болцман;
- T – абсолютната температура в p-n-прехода;
- q – елементарният заряд на електрона.

Токът на насищане IS не е постоянен за различните диоди, зависи от температурата много повече от напрежението VT. Напрежението VD обикновено се намалява при увеличаването на T.
Уравнението на Шокли за идеален диод (или т.нар. закон на диода) е получено с допускането, че единствените процеси, предизвикващи ток в диода, са дрейфът (под въздействие на електрическия ток), дифузията и термичната рекомбинация. Също така се предполага, че токът в p-n-областта, предизвикан от термичната рекомбинация, е незначителен.

### Според техническите характеристики
В зависимост от конструкцията
- точкови диоди: могат да бъдат германиеви или силициеви. Това са първите диоди, които се произвеждат серийно. Заменени са от силициевите импулсни диоди. Наименованието им идва от технологията на производството им. Те представляват тънко волфрамово острие, запоено към германиев или силициев кристал с N проводимост. Цялата система е затворена херметично в стъклен корпус. Главната особеност на точковите диоди е малката площ на PN прехода, малката мощност и малък ток, както и малък собствен капацитет на диода. Поради това може да работи при високи честоти.
- плоскостни

Според материала, от който са направени
- силициеви
- германиеви
- селенови
- галиево-арсенидни

В зависимост от работната честота
- Нискочестотни (НЧ)
- Средночестотни (СЧ)
- Високочестотни (ВЧ)
- Свръхвисокочестотни (СВЧ)

В зависимост от разсейваната мощност
- маломощни (максимален допустим ток в права посока до 0,3 А)
- средномощни (0,3÷3 А)
- мощни (над 3 A)

### Според предназначението[10]
В практиката диодите се класифицират основно според предназначението им:
- Графични означения на някои видове диоди
- Изправителен диод (общо означение)
- Ценеров диод
- Шотки диод
- Тунелен диод
- Светодиод
- Фотодиод
- Варикап
- Тиристор

- Изправителни диоди – служат за преобразуване на променлив ток в постоянен – пропускат ток само в едната посока (вентилен ефект). Работят при ниски честоти (най-често между 50 и 60 Hz), тъй като с нарастване на честотата се наблюдава увеличение на капацитивните токове и диодите губят изправителните си свойства. Най-често се изготвят от силиций, поради високите пробивни напрежения (1000 – 1600 V). Имат голям брой специфични приложения в електронните схеми и се използват като основни елементи в изправителите, чиято основна функция е преобразуване на променливото напрежение от мрежата в постоянно.
- Селеновите вентили са конструирани през 1932 г. Състоят се от алуминиева плоча, върху която се нанася чист аморфен селен. След това върху селеновия слой се нанася метален слой от сплав. При тази конструкция посоката на пропускане на тока е от алуминия към сплавта. Селеновите вентили имат предимството, че при пробив се самовъзстановяват и продължават да работят, защото на мястото на искрата се образува аморфен селен, който е изолатор.
- Меднооксидните вентили са разработени от Грондал през 1927 г. Дълго време се използват като токоизправителни елементи във волтметрите и амперметрите с магнитоелектрическа система на за измерване. Притежават праволинеен участък от волтамперната си характеристика и с това праволинейност на измерването. Меднооксидният вентил представлява медна пластина, върху която има пласт меден оксид. Върху медния оксид се поставя оловна или сребърна пластина, която е анодът на вентила.
- Тунелни диоди – разновидност на полупроводниковите диоди. Действието им се основава на явлението „тунелен ефект“. Използват се в някои схеми на електронни генератори. Най-важната особеност на тунелния дион и наличността на участък с отрицателно динамично съпротивление (падащ участък) във волтамперната му характеристика. Наличността на отрицателно съпротивление при променлив ток дава възможност тунелния диод да бъде използван за генериране и усилване на електрически трептения и в някои импулсни схеми.
- Ценерови диоди (стабилитрони, опорни диоди): Използват се в „обратно“ свързване (минусът към анода, плюсът – към катода). При тях се получава обратим пробив на p-n преход. Служат за стабилизиране на напрежението.
- Варикапи: Променят капацитета си при различни напрежения при обратно свързване. Служат за променливи кондензатори, настройвани чрез променяне на подаваното напрежение към тях. Използват се например за електронна настройка на трептящи кръгове, в параметричните усилватели, в автоматиката и др.
- Обърнати диоди. Характерно за тях е това, че тяхното съпротивление в обратна посока е по-малко отколкото в права посока. Причина за това са високолегираните Р и N области, в резултат на което се получава твърде тесен проход. Обърнатите диоди могат да се използват като детектори.
- Светодиоди: Излъчват светлина при право свързване. Използват се за светлинна индикация, LED дисплеи и други. За направа на светодиоди се използват галиев арсенид, силициев карбид, галиев фосфит и др.
- Фотодиоди: Запушеният преход се отпушва при облъчване със светлина. Използват се за преобразуване на светлинна енергия в електрическа. Виж Фотоклетка.
- Диод на Шотки: Диод с по-голямо бързодействие от обикновените изправителни диоди. Използват се главно в интегралните схеми.
- Тиристори: използват се за електрически превключватели в схеми с високо напрежение.
- Лазерен диод е лазер, в който активната среда е полупроводник подобен на използвания при светодиодите, но притежаващ оптически резонатор. Излъчват кохерентна светлина.
- PIN диод e вид диод, в който между областите с p (дупчеста проводимост) и n (електронна проводимост) се намира нелегирана (intrinsic) област на полупроводника (на английски: intrinsinc – същински). Използват се за превключване на СВЧ сигнали.
- Диод на Гън е галиево-арсениден диод, който може да генерира СВЧ трептения. При него няма PN преход и действието му се основава на откритието на Гън от 1963 г. Диодите на Гън се използват за работа в СВЧ обхвата, както в импулсен така и в непрекъснат режим. Намират приложение в радиолокацията, телеметрията, навигацията и други като генератори и усилватели.
- диодите с лавинно прелитане са германиеви, силициеви и германиевоарсенидни диоди с PN преход, които работят в режим на лавинен преход. Тези диоди се използват като генератори на СВЧ трептения.
- Магнитодиоди са полупроводникови диоди, които под въздействие на външно магнитно поле изменят съпротивлението си при протичане на ток в права посока. Понякога се нарича магниторезистор. Тяхното въздействие се основава на ефекта на Гаус. Когато през полупроводников кристал протича електрически ток и перпендикулярно на посоката на тока се приложи външно магнитно поле, то въздейства върху токоносителите и изменя траекторията им. В резултат на това нараства съпротивлението на полупроводника.
- Ламбда диоди са полупроводникови диоди, чиято волт-амперна характеристика в права посока е подобна на тази на тунелните диоди и съдържа участък с отрицателно динамично съпротивление. Ламбда диодите са високочестотни прибори, намиращи приложение в генератори, усилватели и регулатори.

### Нанодиод
Учени от Университета в Джорджия и Университета Бен Гурион в Негев разработват диод направен от ДНК молекула. Професор от университета в Джорджия със своя тим поставя единична ДНК молекула, направена от 11 базови двойки, и я свързва към електронна схема с размери от ангстрьоми. При поставяне на слой coralyne между слоевете на НДК отрицателните стойности на тока показват превишаване 15 пъти спрямо тока в положителна посока, което е достатъчно за един нанодиод.
Това постижение показва възможността за развитие в бъдеще на наноелектрониката и молекулярна електроника в това направление.

## Приложения

### Амплитудна демодулация
Най-ранната употреба на диодите е за демодулация на амплитудно модулиран радиосигнал (AM). Сигналът се състои от редуващи се положителни и отрицателни пикове на напрежението, чиято амплитуда е пропорционална на изходния аудиосигнал. Диодът изправя радиосигнала до аудиосигнал, който се филтрира за отстраняване на атмосферния шум и се подава на усилвател, който генерира звукови вълни.

### Преобразуване на електричество
От диодите могат да се конструират токоизправители, които преобразуват променлив ток в постоянен ток. Типичен пример са автомобилните алтернатори, при които диодите стават по-ефективна алтернатива на традиционното динамо (електротехника).

### Защита от свръхнапрежение
Диодите често се използват за предпазване на чувствителни електронни устройства от опасни свръхнапрежения. Обикновено те са непроводими в нормални условия, а при свръхнапрежение стават проводими. В практиката се наричат също катодни отводители.

### Логически елементи
Диодите, в съчетание с други компоненти, могат да образуват логически елементи като „И“ и „ИЛИ“

### Измерване на температура
Диодите могат да се използват за измерване на температура, тъй като свойствата им зависят от нея.

### Детектор на йонизиращо лъчение
Полупроводниковите диоди са чувствителни към определени енергийни въздействия. Това дава възможност те да се използват за измерване на различни видове лъчения като елементарни частици, космически лъчи и други. Тази чувствителност е и проблем при създаване на апаратура, нечувствителна към външни влияния. Това е например важно при създаване на апаратура за космически изследвания, военна апаратура и за други екстремни условия.

### Индикация
Светодиодите масово се използват при различни устройства, за да индикират дадено състояние. Примерно в много автомобили има светодиоди на видно място, за да индикират наличието на аларми. В техниката се използват светодиоди, за да индикират, че има налично захранване към даден уред.